# Lasse Ottesen
Lasse Ottesen (* 8. April 1974 in Oslo) ist ein ehemaliger norwegischer Skispringer und Skisprungtrainer sowie derzeitiger Skisportfunktionär.

## Werdegang

### Skispringer
Ottesen nahm von 1991 bis 2001 an internationalen Wettbewerben teil. Er startete für den Verein Aurskog-Finstadbru Sportsklubb. Einem breiteren Publikum wurde er bei der Vierschanzentournee 1993/94 bekannt, als er beim Abschlussspringen in Bischofshofen als viertletzter Starter im zweiten Durchgang mehrere Minuten auf dem Startbalken sitzen blieb, während der zuvor schwache Rückenwind immer stärker wurde. Durch die so verschlechterten Bedingungen konnte der unmittelbar nach ihm startende Jens Weißflog keinen guten Sprung durchführen und fiel in der Tourneewertung doch noch hinter Ottesens Landsmann Espen Bredesen zurück, der als letzter Starter im zweiten Durchgang dann wieder bessere Bedingungen vorfand. Weißflog fühlte sich von Ottesen um seinen vierten Tourneesieg betrogen, und Ottesen wurde disqualifiziert.
Der größte Erfolg in seiner Karriere war im gleichen Jahr der Gewinn der Silbermedaille von der Normalschanze bei den Olympischen Winterspielen 1994 in Lillehammer. Bei der Nordischen Skiweltmeisterschaft 1995 in Thunder Bay wurde er Vierter von der Großschanze. 1997 stellte er in Planica mit 212 Metern einen Skiflugweltrekord auf, der erst zwei Jahre später überboten wurde. Im Skisprung-Weltcup konnte er insgesamt neun Podestplätze erreichen. Im Laufe seiner Karriere wurde Ottesen fünfmal Norwegischer Meister.
Nach der Saison 2000/2001 beendete Ottesen seine Karriere als aktiver Springer.

### Trainer und Funktionär
Danach war er als Sprungtrainer der norwegischen nordischen Kombinierer tätig. 2004 wechselte er zu den US-amerikanischen Kombinierern, zunächst als Sprungtrainer und seit 2006 als Cheftrainer. Ab 1. Mai 2008 war er neben Mika Kojonkoski Co-Trainer für die A-Nationalmannschaft der norwegischen Skispringer.
Seit 2012 ist er als Renndirektor des Internationalen Skiverbandes FIS für die Nordische Kombination aktiv.

## Erfolge

### Weltcup-Platzierungen
| Saison  | Platz | Punkte |
| ------- | ----- | ------ |
| 1990/91 | 50.   | 002    |
| 1991/92 | 45.   | 007    |
| 1992/93 | 13.   | 055    |
| 1993/94 | 09.   | 421    |
| 1994/95 | 10.   | 472    |
| 1995/96 | 27.   | 233    |
| 1996/97 | 11.   | 545    |
| 1997/98 | 18.   | 288    |
| 1998/99 | 20.   | 362    |
| 1999/00 | 12.   | 535    |
| 2000/01 | 60.   | 023    |

### Grand-Prix-Platzierungen
| Saison | Platz | Punkte |
| ------ | ----- | ------ |
| 1994   | 14.   | 593    |
| 1995   | 41.   | 366    |
| 1996   | 40.   | 015    |
| 1997   | 29.   | 034    |
| 1998   | 20.   | 069    |
| 1999   | 47.   | 005    |
| 2000   | 11.   | 186    |

### Weltrekord
| #  | Schanze                         | Ort     | Land      | Weite   | aufgestellt am | Rekord bis    |
| -- | ------------------------------- | ------- | --------- | ------- | -------------- | ------------- |
| 91 | Velikanka bratov Gorišek (K185) | Planica | Slowenien | 212,0 m | 22. März 1997  | 19. März 1999 |

### Schanzenrekorde
| Schanze                | Ort       | Land     | Weite   | aufgestellt am   | Rekord bis       |
| ---------------------- | --------- | -------- | ------- | ---------------- | ---------------- |
| Lugnet-Schanzen (K115) | Falun     | Schweden | 116,5 m | 6. Dezember 1992 | 21. Februar 1993 |
| Vikersundbakken (K175) | Vikersund | Norwegen | 175,0 m | 18. Februar 1995 | 18. Februar 1995 |

## Privates
Ottesen ist verheiratet und hat zwei Kinder.